# Александрович Андрій Іванович
Андрій Іванович Александрович (біл. Андрэй Александровіч, 22 січня 1906, Мінськ — 6 січня 1963) — білоруський радянський поет. Член-кореспондент АН БРСР. Член КПРС з 1930.

## Біографічні відомості
Народився в Мінську. Друкувався з 1921. Оспівував соціалістичні перетворення рідного краю («До молоді», «Ковалям життя»), зростання радянської людини (поема «Двадцять»). У поемі «Тіні на сонці» (1927–1930) таврував ворогів соціалістичної революції періоду громадянської війни в Білорусі та в Україні. У віршах «За столом братерським», «Немов коріння дуба» та інших славив дружбу народів СРСР. 
Окремі твори Александровича перекладені українською мовою.

## Твори
Тв.: Білоруською мовою — Выбранае. Мінск, 1958.